# Палестинская национальная администрация
Палести́нская национа́льная администра́ция, ПНА (араб. السُّلْطَةُ ٱلْوَطَنِيَّةُ ٱلْفِلَسْطِينِيَّة‎, ас-Сульт̣а аль-Ват̣анӣя аль-Филаст̣ӣнӣя) — орган самоуправления, созданный для управления оккупированными Израилем территориями сектора Газа и частью Западного берега реки Иордан. Палестинская национальная администрация была создана в 1994 году в соответствии с базовыми соглашениями между Израилем и Организацией освобождения Палестины, подписанными 13 сентября 1993 года в Осло. Административной столицей ПНА является город Рамалла.
С 2007 года ПНА управляла лишь частью территорий на Западном берегу реки Иордан, в то время как сектор Газа перешёл под контроль радикального движения ХАМАС.
5 января 2013 года был издан указ председателя ПНА Махмуда Аббаса, предписывающий впредь вместо названия «Палестинская национальная администрация» использовать в официальных целях исключительно название «Государство Палестина». США и Израиль это решение не признали.

## История
В 1922 году после распада Османской империи на территории её бывших палестинских владений был основан Британский мандат в Палестине. Разработанный в 1947 году план ООН предполагал разделение британского мандата на арабское и еврейское государства, а Иерусалиму отводился статус города под международным управлением. В 1947 году количество арабов вдвое превышало еврейское население на подмандатной территории, и поэтому в состав еврейского государства вошли земли, где большинство составляли евреи (14,1 тыс.кв.км), в том числе большая часть побережья Средиземного моря и территорий вдоль реки Иордан. К арабскому государству перешли территории общей площадью 11,1 тыс. км² на севере подмандатной территории в приграничном с Ливаном районе, к западу от реки Иордан, а также полоса вдоль средиземноморского побережья и границы с Египтом. Это был второй раздел территории, после того как Британия отдала арабам восточную часть (3/4 территории) Мандата под создание Трансиордании, хотя решение Лиги Наций по Британскому мандату включало Декларацию Бальфура без каких-либо изменений и предусматривало создание «еврейского национального дома» на территории всей подмандатной Палестины.
В то время как еврейские делегаты поддержали план, все арабские страны, входившие тогда в ООН, проголосовали против. Сразу же после основания Израиля Египет, Трансиордания, Ирак, Сирия, Ливан, Саудовская Аравия и Йемен начали против него войну. Тем не менее в результате успешного контрнаступления израильских войск по окончании боевых действий 6,7 тыс. км² территорий оказалось под властью Израиля (в том числе западная часть Иерусалима). Зона, оккупированная иорданскими и иракскими войсками, стала именоваться Западным берегом реки Иордан, оккупированная египетскими войсками — сектором Газа. В связи с присоединением Западного берега реки Иордан к Трансиордании, последняя изменила название своего государства на Иордания. В 1956 году Ясиром Арафатом было основано Движение за национальное освобождение Палестины — ФАТХ. В 1964 — Палестинский национальный совет и Организация освобождения Палестины (ООП), также возглавленная в 1969 году Арафатом.
В 1967 в ходе Шестидневной войны Израиль оккупировал Западный берег и Сектор Газа, а также объявил Иерусалим своей «неделимой столицей». Боевики ООП принимали активное участие в арабо-израильских войнах и ответственны за многие теракты против Израиля и других стран. До 1974 года, когда организация получила статус наблюдателя в ООН, она была признана террористической организацией в ряде стран. В подписанном 26 марта 1979 года мирном договоре между Израилем и Египтом Израиль признал «законные права палестинского народа». Обе стороны согласились с тем, что арабскому населению Иудеи, Самарии и сектора Газа будет предоставлена автономия сроком на пять лет, до окончательного определения их политического статуса, но ООП отвергла этот план. Из-за постепенного роста напряжённости в регионе, в декабре 1987 года вспыхнуло восстание (Первая интифада) арабов на оккупированных Израилем территориях. На волне интифады было основано радикальное Исламское движение сопротивления — ХАМАС, признанное террористической организацией в Израиле, США и Европе. Интифада, в ходе которой погибли 1162 палестинца и 180 израильтян, сопровождалась постоянными терактами против Израиля и ответными локальными военными операциями против ООП.
В сентябре 1993 года после длительных и тяжелых переговоров между Израилем и ООП была подписана Декларация о принципах (так называемое «соглашение Осло»), которым предусматривалось, что «палестинское самоуправление устанавливается на пятилетний срок, а через три года стороны начнут переговоры об окончательном урегулировании. […] ООП обязалась аннулировать параграф Палестинской национальной хартии (своего программного документа), требующий уничтожения Израиля, а Израиль признал ООП в качестве „представителя палестинского народа“. [...] Израильское руководство полагало, что это соглашение открыло путь к миру, к развитию арабо-израильского сотрудничества, а ООП рассматривала его как первый шаг к созданию палестинского государства со столицей в Восточном Иерусалиме, ликвидации израильских поселений и предоставлению всем палестинским беженцам и их потомкам права на возвращение».
Стороны согласились прекратить враждебные действия, Арафат обещал официально осудить террор, а Израиль — освободить палестинцев, осуждённых за враждебную деятельность.
Эти соглашения позволили в 1996—1997 годах осуществить реальные действия по созданию Палестинской национальной администрации, которую возглавил Арафат после переезда из Туниса в 1993 году. В 1996 году в ПНА прошли выборы председателя и законодательного совета, победу на которых одержали Ясир Арафат и его партия ФАТХ. Несмотря на то, что первоначальный срок действия администрации истёк в 1999 году, окончательный статус территорий не определён до сих пор.
В 2000 году, после провала саммита в Кэмп-Дэвиде и после посещения премьер-министром Израиля Ариэлем Шароном Храмовой горы в Иерусалиме, началась «Интифада аль-Аксы» («Вторая интифада»). Она продолжалась 4 года до кончины лидера ООП Ясира Арафата и уничтожения основателя ХАМАС шейха Ахмеда Ясина, после чего ПНА возглавил более умеренный Махмуд Аббас. В 2005 году Израиль окончательно вывел свои войска из всех поселений сектора Газа в рамках плана одностороннего размежевания.

### Парламентский кризис
25 января 2006 на выборах в Палестинский законодательный совет одержало победу фундаменталистское исламское движение ХАМАС, признанное в Израиле, США и Европе террористической организацией. 27 января исполняющий обязанности премьер-министра Израиля Эхуд Ольмерт заявил о прекращении любых контактов с новым правительством ПНА, до тех пор пока движение ХАМАС не признает право Израиля на существование и не откажется от вооружённой борьбы. Председатель администрации Махмуд Аббас заявил, что он остаётся главнокомандующим силами безопасности ПНА (в рядах которых насчитывается до 50 тысяч бойцов), вопреки протестам ХАМАС.
18 февраля состоялось первое заседание Палестинского законодательного совета нового созыва, большинство мест в котором заняли представители ХАМАС. 19 марта премьер-министр Исмаил Хания представил список будущего кабинета главе администрации Махмуду Аббасу. Несмотря на усилия, ХАМАСу так и не удалось достигнуть коалиционного соглашения с ФАТХ, и представители ХАМАС составили абсолютное большинство среди 24 министров в новом кабинете. 28 марта парламент ПНА утвердил новое правительство.
В условиях международной блокады правительства ХАМАСа президент России Владимир Путин выступил с неожиданной инициативой, пригласив в Москву для проведения консультаций делегацию ХАМАС во главе с Халедом Машалем. По итогам переговоров российским руководством было принято решение оказать правительству ПНА финансовую и техническую помощь.
В конце марта в ПНА обострился конфликт между соперничающими вооружёнными группировками — «Батальонами Салах ад-Дина» (боевое крыло «Комитетов народного сопротивления») и службами безопасности ПНА вместе с боевиками военизированного крыла ФАТХ — «Бригад мучеников аль-Аксы».
ХАМАС попытался отстранить от власти не подчиняющихся министру внутренних дел бывших полицейских — сторонников ФАТХа, которые сначала отказывались подчиняться правительству ФАТХа — ХАМАСа, а потом отказались увольняться с государственной службы.
К зиме ситуация накалилась до предела, поставив ПНА на грань гражданской войны.
В январе 2007 года при посредничестве короля Саудовской Аравии Абдаллы в Мекке были достигнуты договорённости между ФАТХ и ХАМАС о прекращении огня и о создании правительства народного единства.
В июне вновь вспыхнули столкновения между группировками ФАТХ и ХАМАС. Махмуд Аббас объявил о роспуске правительства администрации и ввёл чрезвычайное положение.
Член группировки «ХАМАС» Фардж аль-Руль сообщил в интервью газете «Аль-Халидж» о том, что Ясир Арафат был убит. В этом убийстве Фардж аль-Руль обвинил начальника службы безопасности Мухаммеда Дахлана. По его данным, эти сведения были получены из документов, захваченных в одном из административных офисов в Газе.

### Финансовый кризис
Как сообщила 3 июля 2011 года газета The New York Times, ПНА переживает серьёзный финансовый кризис. Так, премьер-министр Салам Файяд объявил, что более чем 150 000 государственных служащих будет выплачена лишь половина положенного жалования за июль. На эти зарплаты живут более миллиона человек. Долг правительства ПА банкам составляет более 500 миллионов долларов и на новые кредиты надежды нет. Невозможность выплатить зарплату сотрудникам сил безопасности ПНА, вызывает большую озабоченность, так как их лояльность прямо пропорциональна зарплате. Ряд министерств остались без электричества, т.к не оплатили счета. Правительство потребовало от производителей снизить цены на хлеб, однако, это привело к забастовке работников пекарен.
Салам Файяд заявил:
Это, без сомнения, худший финансовый кризис, с которым когда-либо сталкивалась Палестинская автономия. Худшего времени для кризиса не придумаешь. Я не знаю, чем он завершится. Нет у меня ответа.
Мухаммед Мустафа, председатель Инвестиционного фонда Палестины, заявил, что за последние годы администрация ПА получила порядка 15 миллиардов долларов в качестве пожертвований.
Причиной кризиса называют отказ иностранных — особенно арабских — государств предоставить правительству Файяда обещанную ранее финансовую помощь, задержкой Израилем выплат по налоговым поступлениям, согласно ранним договорённостям и т. д.
С точки зрения израильских экспертов, возникновение кризиса несмотря на щедрую благотворительность, свидетельствует лишь об одном: либо часть пожертвований оседает в карманах коррумпированных чиновников, либо — расходуется явно не по прямому назначению.
Председатель профсоюзов в автономии Басам Захарна объявил со 2 августа 2011 года бессрочную забастовку в знак протеста против невыплаты работникам общественного сектора зарплаты в полном объёме.
12 сентября 2011 года, Всемирный банк опубликовал доклад о финансовом кризисе в Палестинской автономии.
В докладе отмечается, что экономический рост экономики ПНА оказался обманчивым, поскольку в значительной степени зависит от донорского финансирования. ПНА надеялась получить в 2011 году донорской помощи на общую сумму 1,4 млрд долларов, из которых была выделена лишь часть этой суммы, в основном из Европы. Так, в 2008 году арабские страны выделили ПНА 446 миллионов долларов, в 2009 году — 462 миллиона, в 2010 году — 231 миллион, а в первой половине 2011 года менее 80 миллионов долларов. Таким образом, в первой половине 2011 года финансирование упало ниже уровня расходов и уже в июле руководство ПА не смогло обеспечить выплаты заработной платы бюджетникам. В докладе говорится, что рост экономики ПА замедлился. В первой половине 2011 года отмечался рост лишь в 4 % по сравнению с 8 % в 2010 году. ВВП в 2011 году теперь прогнозируется на уровне 7 % вместо ожидаемых 9 %.
Уровень безработицы остаётся высоким, говорится в отчёте, хотя он и снизился с 22,9 % во втором квартале 2010 года до 18,7 % во втором квартале 2011 года. Падение связано с улучшением экономической ситуации в секторе Газа, где уровень безработицы упал с 39,3 % во втором квартале 2010 года до 25,6 % во втором квартале 2011 года.
Тем не менее, ПНА опережает своих соседей — Иорданию, Египет, Ливан и Сирию — по ряду показателей. К примеру, Высший судебный совет и суды первой инстанции в 2009 году обработали на 67 % больше дел, чем в 2008 году. Число судей за последние 10 лет утроилось. Кроме того, уровень смертности там ниже, а уровень грамотности выше, чем в большинстве стран региона.

## Политическое устройство
Главой Палестинской национальной администрации является председатель (в арабском языке слова «президент» и «председатель» звучат одинаково). Председатель назначает премьер-министра ПНА по представлению Законодательного совета. Первые прямые выборы председателя ПНА состоялись 20 января 1996 года на срок «переходного периода» (до запланированного к 2000 году формирования полноправного государства). Вторые выборы прошли после смерти Ясира Арафата, 9 января 2005 года. Нынешний пост председателя занимает Махмуд Аббас.
Вторым лицом в ПНА является спикер Законодательного совета — он исполняет обязанности председателя в случае его смерти или отставки. ПЗС первого созыва, избранный в 1996 году одновременно с выборами председателя, состоял из 88 депутатов. Первым спикером стал Ахмед Куреи. На первых выборах большинство мест получили депутаты от ФАТХ. Вторые выборы в ПЗС (132 депутата) прошли 25 января 2006 года, в ходе которых победу одержало движение ХАМАС.
Правительство (Совет министров) во главе с премьер-министром назначается председателем по представлению партии, одержавшей победу на выборах в Законодательный совет. Пост премьер министра был основан в 2003 году и изначально был занят нынешним председателем ПНА Махмудом Аббасом. После победы ХАМАС на выборах в ПЗС пост премьера занимает Исмаил Хания.
Первоначально органы власти национальной администрации были сформированы руководством ООП: 20-я сессия Центрального совета Палестины, проходившая в Тунисе 10-12 октября 1993 года, поручила исполкому ООП сформировать Совет Палестинской национальной администрации на переходный период и избрала Ясира Арафата «председателем Совета ПНА». 18 мая 1994 в сектор Газа прибыли первые подразделения полиции ПНА. 1 июля 1994 Ясир Арафат прибыл в Газу. 5 июля руководители ПНА принесли присягу в Иерихоне.
Органы власти ПНА представляют около 3,7 млн её жителей, тогда как общее число палестинцев, включая беженцев за рубежом, превышает 9 млн (от их имени выступает Палестинский национальный совет).
Согласно Economist Intelligence Unit, в 2018 была классифицирована как гибридный режим, заняв 109-е место в Индексе демократии за этот год.

### Официальные лица Палестинской национальной администрации
Председатели Палестинской национальной администрации:
- Ясир Арафат: 5 июля 1994 — 11 ноября 2004
- Раухи Фаттух (и. о.): 11 ноября 2004 — 15 января 2005
- Махмуд Аббас: 15 января 2005 — 5 января 2013[20]

Председатели Палестинского законодательного совета
- Ахмед Куреи: январь 1996—2003
- Раухи Фаттух: 10 марта 2004 — 18 февраля 2006
- Абдель Азиз Дуэйк: 18 февраля 2006 — 5 января 2013[20]

Председатели Совета министров ПНА
- Махмуд Аббас: 19 марта 2003 — 6 сентября 2003
- Ахмед Куреи: 7 октября 2003 — 15 декабря 2005
- Набиль Шаат (и. о.): 15 декабря 2005 — 24 декабря 2005
- Ахмед Куреи: 24 декабря 2005 — 29 марта 2006
- Исмаил Хания: 29 марта 2006 — 17 июня 2007
- Салям Файяд: 17 июня 2007 — 5 января 2013[20]

### Законодательство и границы
Роль конституционно-правовых норм сыграл Промежуточный договор сентября 1995 года между Израилем и ООП. В соответствии с ним был создан однопалатный Парламент (88 депутатов), из числа которых должно создаваться правительство. Были созданы судебная система, полиция, несколько служб безопасности.
В ПНА действует Основной закон, принятый ПЗС в октябре 1997 и подписанный Ясиром Арафатом 29 мая 2002. Этим законом Иерусалим провозглашён столицей Государства Палестины.
Поправками, принятыми 10 марта 2003 и подписанными 18 марта 2003, в национальной администрации введён пост премьер-министра, ответственного перед парламентом (Основной закон с поправками марта 2003 года -).

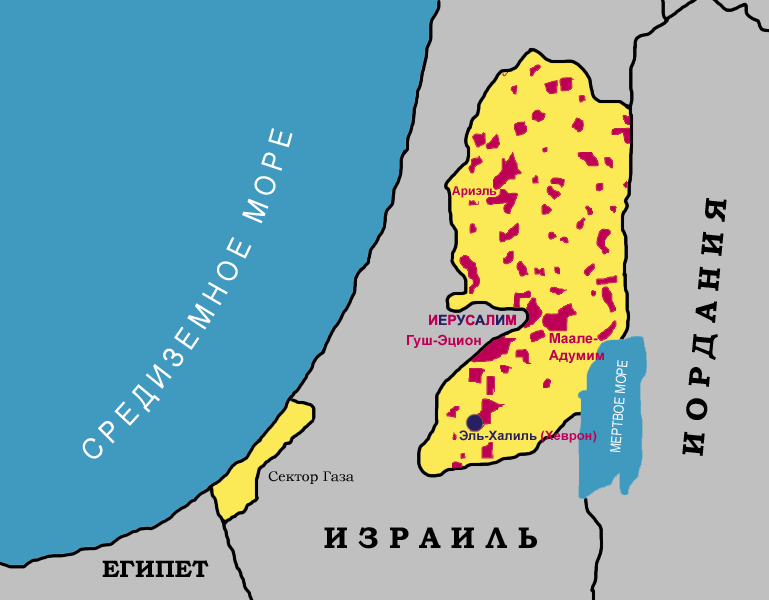
Израильские поселения на Западном берегу реки Иордан и в секторе Газа (2006)

Поправками, принятыми ПЗС 27 июля 2005 и подписанными президентом Аббасом 13 августа 2005), установлены:
- 4-летний срок полномочий президента;
- запрет избираться президентом ПНА более чем на 2 срока подряд;
- 4-летний срок полномочий ПЗС;
- замена упоминания о численности ПЗС (88 депутатов) отсылкой к Закону о выборах.

Проект Конституции Государства Палестина, разработанный в 2003 году Конституционной комиссией Набиля Шаата, провозглашает нерушимость границ Государства Палестина по состоянию на 4 июня 1967 года.
Фактически Государство Палестина в настоящее время не имеет реального суверенитета. Государственные структуры сформированы только частично (например, нет армии, хотя есть многочисленная полиция и при этом активно действуют всевозможные полувоенные и фактически террористические организации). Значительная часть территории Западного берега реки Иордан и Восточный Иерусалим контролируются израильской армией. Сектор Газа и Западный берег реки Иордан представляют собой два анклава, разделённые территорией Израиля, при этом первый контролируется сторонниками ХАМАС, а второй — ФАТХ, и в каждом образовано своё «правительство».
Паспорт ПНА, введённый для граждан Западного берега и сектора Газа в 1995 году, официально признан 29 государствами.

### Официальная символика

С 1993 года в качестве официального символа ПНА использует Флаг Государства Палестина, состоящий из 3 горизонтальных полос чёрного, белого и зелёного цветов (сверху вниз) и равностороннего красного треугольника рядом с древком. После «Соглашений в Осло» флаг используется в секторе Газа и на территориях за Западном берегу Иордана, подконтрольных ПНА. В 2006 году во время встречи израильского премьер-министра Эхуда Ольмерта и председателя ПНА Махмуда Аббаса в Иерусалиме палестинский флаг впервые был поднят рядом с израильским. Израиль препятствует работе учреждений ПНА в Восточном Иерусалиме (поскольку это нарушает «Соглашения в Осло») и не допускает вывешивания палестинского флага на зданиях, где такие учреждения действуют полуофициально.

## Подконтрольные территории

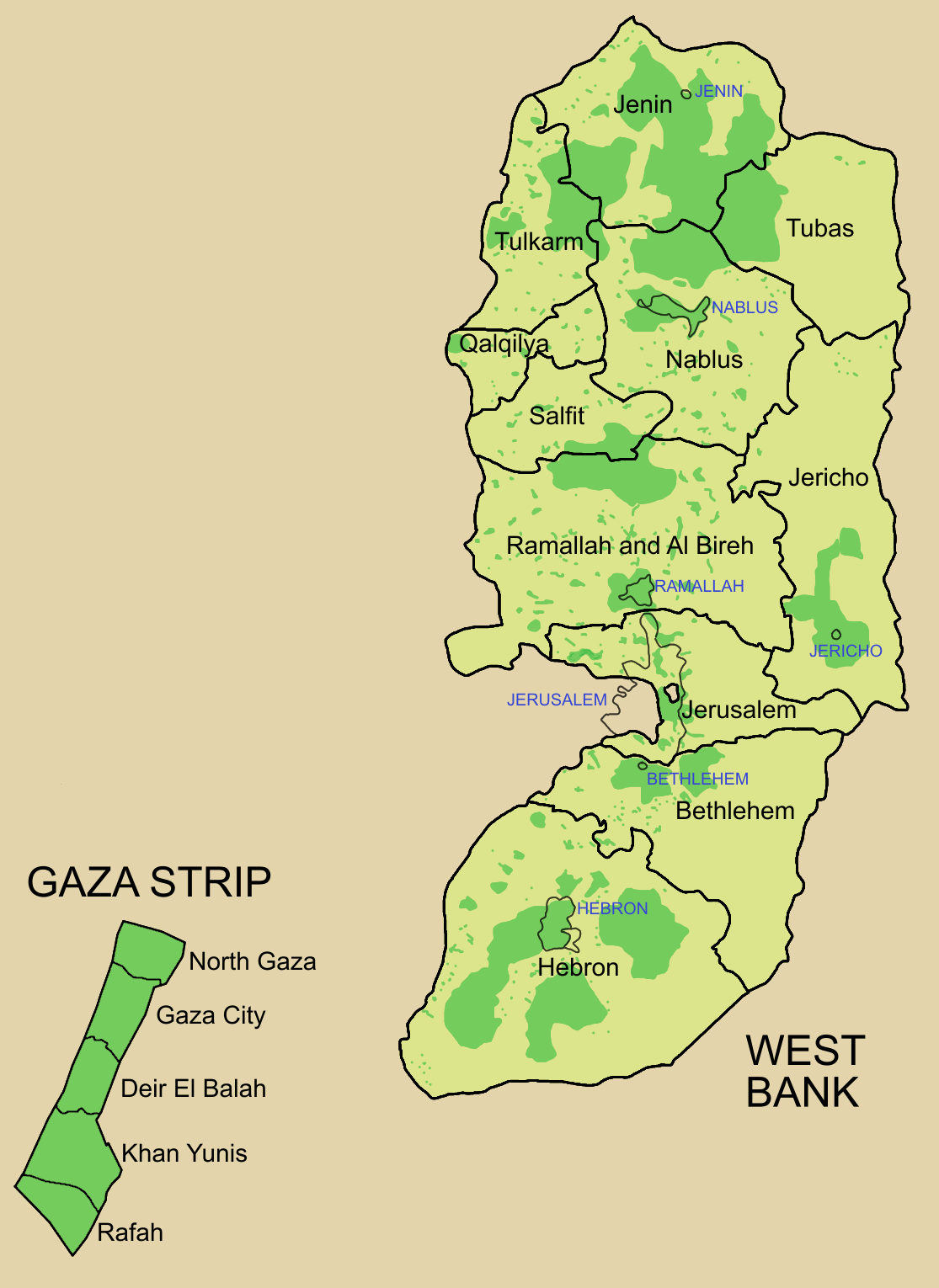
Тёмно-зелёным цветом обозначены территории, находящиеся под полным или частичным контролем Палестинской национальной администрации (зоны А и B)

Де-юре, ПНА поделена на 16 провинций (араб. محافظة‎ — мохафаза, мн. — мохафазат): 11 на Западном берегу и 5 в секторе Газа. Однако в результате договорённостей в Осло, а также ряда последующих договорённостей, было принято соглашение разделить территорию Западного Берега на 3 зоны. Зона А под полным гражданским и военным (полицейским) контролем ПНА, зона B под гражданским контролем ПНА и военным контролем Израиля и зона С под полным военным и гражданским контролем Израиля. Таким образом, под полным контролем ПНА находится лишь 17 % территории Западного Берега, а под полным израильским контролем — 59 % территории. На территории, контролируемой Израилем, расположено около 200 еврейских поселений. В то же время, находящиеся под полным и частичным контролем ПНА зоны А и В разделены на более чем 200 анклавов, окружённых израильской зоной С.
| Зона | Военный контроль | Гражданская администрация | % территории Западного берега | % населения ПНА Западного Берега |
| ---- | ---------------- | ------------------------- | ----------------------------- | -------------------------------- |
| A    | ПНА              | ПНА                       | 17 %                          | 55 %                             |
| B    | Израиль          | ПНА                       | 24 %                          | 41 %                             |
| C    | Израиль          | Израиль                   | 59 %                          | 4 %                              |

После переворота, совершённого в секторе Газа ХАМАСом в июне 2007 года, ПНА официально заявила о том, что она в настоящее время ситуацию в секторе Газа не контролирует.

## Гуманитарные организации

### Палестинский Красный Полумесяц
Организация «Палестинский Красный Полумесяц»/ (араб. جمعية الهلال الأحمر الفلسطيني англ. The Palestine Red Crescent Society, сокр. PRCS) — национальная гуманитарная организация, которая предоставляет населению ПНА медицинскую, социальную и другие виды гуманитарной помощи.
Основана 26 декабря 1968 года. Эмблема организации состоит из красного полумесяца на белом фоне и помещается на зданиях, машинах скорой помощи, документах в соответствии с Женевскими конвенциями и законами ПНА.
С 1969 года «Палестинский Красный Полумесяц» входил в качестве наблюдателя в Международное движение Красного Креста и Красного Полумесяца. На 29-й Международной конференции обществ «Красного Креста и Красного Полумесяца» состоявшейся в 2006 году, «Палестинский Красный Полумесяц» был принят в качестве полноправного члена Международной Федерации обществ Красного Креста и Красного Полумесяца.
Согласно официальным израильским источникам, во время 2-й интифады были обнаружены многочисленные случаи использования машин скорой помощи для доставки оружия и взрывчатки или укрытия для террористов. После этих инцидентов машины «Красного Полумесяца» стали подвергаться проверке на блокпостах.
В апреле 2012 года израильские силовые структуры арестовали группу работников «Красного полумесяца» по подозрению в совершении и планировании терактов По данным ШАБАКа, при этом был использован транспорт, принадлежащий этой организации. Среди арестованных — офицер спецслужб ПНА, отвечавший за её безопасность, и предоставивший террористам оружие.

## Палестинская национальная администрация итеррор

Палестинский полицейский в Иерихоне. Февраль 2018 года

Отношение органов ПНА к антиизраильскому терроризму носит двойственный характер. Руководители ПНА на словах иногда осуждают теракты, направленные против мирного израильского населения, но одновременно ведут подстрекательство против Израиля и героизируют террористов в СМИ и со стороны официальных органов ПНА.
Ещё до начала второй интифады, тогдашнее руководство ООП, несмотря на принятые ею обязательства, не принимало серьёзных мер по борьбе с террором. Более того, часть сотрудников силовых ведомств ПНА, созданной в результате Соглашений, были членами таких террористических организаций, как ХАМАС и Исламский джихад, планируя, обеспечивая и совершая теракты против граждан Израиля.
В апреле 2011 года, в канун еврейского праздника Песах, администрация Махмуда Аббаса наградила Аббаса ас-Саида (ХАМАС) — организатора теракта в отеле «Парк» в Нетании 27 марта 2002 года, официальным праздничным знаком. Жертвами этого теракта стали в основном пожилые люди, праздновавшие этот праздник в 2002 году.
После реализации сделки по освобождению Гилада Шалита председатель ПА Махмуд Аббас пообещал выплатить каждому освобождённому в рамках сделки по Шалиту террористу 5000 долларов и предоставить бесплатное жильё в новых домах.

Несмотря на заверения лидеров ПА о стремлении к миру, высшее религиозное лицо Палестинской автономии муфтий ПА Мухаммед Хусейн на многотысячном митинге, посвящённом 47-летию образования ФАТХа, заявил: 
Задача каждого мусульманина — убивать евреев. Ибо великая миссия, возложенная на мусульман — очистить землю от евреев. Ибо пока жив хоть один еврей, мертвые не восстанут, как предсказано в Коране. Поэтому идите и убивайте.
В июне 2012 года организация Palestinian Media Watch опубликовала выдержки из официального методического пособия «Терминология политики, культуры и СМИ», выпущенного Министерством информации ПНА и призванного «внедрить „правильную“ терминологию для описания палестино-израильских отношений». Уже в предисловии пособием предлагается избегать слов, признающих право Израиля на существование, поскольку «их использование превращает сионистское предприятие из расистского, колониального образования в национальный дом еврейского народа».
Согласно пособию:
- «Храмовую гору» следует называть «Хирам аш-Шариф», «Стену Плача» — «Стеной аль-Барака», а «Маген Давид» — просто «шестиконечной звездой».
- Совершившие теракты против израильтян — это «бойцы сопротивления», а «террористы-смертники» — «совершившие акт самопожертвования шахиды».
- «Израильские арабы» — это «палестинцы, проживающие в границах 48-го года».